# Physoschistura raoi
Physoschistura raoi és una espècie de peix de la família dels balitòrids i de l'ordre dels cipriniformes.

## Morfologia
- Cos amb 22 franges.
- Els mascles poden assolir 3,4 cm de longitud total.
- 12 radis tous a l'aleta dorsal i 8 a l'anal.
- 9+8 radis ramificats a l'aleta caudal.
- Línia lateral incompleta, amb 29 porus i arribant a la base de l'aleta pelviana.[7][8]

## Hàbitat
És un peix d'aigua dolça, demersal i de clima tropical.

## Distribució geogràfica
Es troba a Àsia: la conca del riu Salween al nord dels Estats Shan (Myanmar).